# جريج بيرجر
جريج بيرجر (بالإنجليزية: Gregg Berger)‏ هو ممثل أمريكي، ولد في 10 ديسمبر 1950 بسانت لويس في الولايات المتحدة.

## أعمال

### أفلام
- (2006) فتيات الحلم[1]
- (2019)  ملاك المعركة[2]

### مسلسلات
- عرض غارفيلد
- غارفيلد والأصدقاء

## وصلات خارجية
- جريج بيرجر على موقع IMDb (الإنجليزية)
- جريج بيرجر على موقع قاعدة بيانات الأفلام العربية
- جريج بيرجر على موقع ألو سيني (الفرنسية)
- جريج بيرجر على موقع أول موفي (الإنجليزية)
- جريج بيرجر على موقع قاعدة بيانات الأفلام السويدية (السويدية)
- جريج بيرجر على موقع قاعدة بيانات الفيلم (الإنجليزية)
- جريج بيرجر على موقع كينوبويسك (الروسية)
- جريج بيرجر على موقع ANN person (الإنجليزية)